# Tetragnatha tipula
Tetragnatha tipula là một loài nhện trong họ Tetragnathidae.
Loài này thuộc chi Tetragnatha. Tetragnatha tipula được Eugène Simon miêu tả năm 1894.